# جيني كيم (ملكة جمال)
جيني كيم (الكورية: 김제 니) عارضة أزياء كورية جنوبية وحاملة لقب ملكة جمال بعدما توجت بمسابقة ملكة جمال فوق القومية 2017، تم تعيينها سابقًًا ملكة جمال كوريا 2016، وتنافست في مسابقة ملكة جمال الكون 2016، لكنها من تحقق مراكز متقدمة.

## نشأتها
ولدت كيم في 22 نوفمبر 1994 في سيول بكوريا الجنوبية. انتقلت إلى إندونيسيا في سن واحدة مع أسرتها ، وعاشت في جاكرتا من عام 1995 حتى تخرجها من المدرسة الثانوية في عام 2013. تلقت تعليمها في مدرسة جاكرتا متعددة الثقافات ومدرسة غاندي التذكارية الدولية في جاكرتا لمدة 13 عامًا.
بعد المدرسة الثانوية ، عاد كيم إلى كوريا للدراسة في جامعة إيها ومينز لتخصص مزدوج في إدارة المكاتب الدولية واللغة الإنجليزية وآدابها. كما تطوعت للعمل كمترجمة في المتحف الوطني الإندونيسي في جاكرتا. تتحدث الكورية والإندونيسية والإنجليزية.